# Wereldbeker schaatsen 2012/2013 - Ploegenachtervolging vrouwen
De ploegenachtervolging voor vrouwen tijdens de wereldbeker schaatsen 2012/2013 begon op 18 november 2012 in Heerenveen en eindigde daar ook op 8 maart 2013 tijdens de wereldbekerfinale.
Titelverdediger was de Canadese ploeg, die het vorige jaar drie van de vier races won. Dit jaar wonnen ze maar één race en werden opgevolgd door de Nederlandse dames die de laatste twee wedstrijden wonnen.

## Podia
| Wedstrijd:     | Goud:                                                      | Tijd    | Zilver:                                                  | Tijd       | Brons:                                                            | Tijd       |
| Heerenveen (1) | Duitsland Stephanie Beckert Isabell Ost Claudia Pechstein  | 3.01,14 | Nederland Marije Joling Marrit Leenstra Diane Valkenburg | 3.02,33(1) | Canada Ivanie Blondin Christine Nesbitt Brittany Schussler        | 3.02,33(7) |
| Astana         | Canada Ivanie Blondin Christine Nesbitt Brittany Schussler | 2.58,40 | Zuid-Korea Kim Bo-reum Noh Seon-yeong Park Do-yeong      | 3.00,55    | Nederland Marrit Leenstra Diane Valkenburg Linda de Vries         | 3.00,71    |
| Erfurt         | Nederland Marrit Leenstra Diane Valkenburg Ireen Wüst      | 3.02,83 | Canada Ivanie Blondin Kali Christ Cindy Klassen          | 3.04,34    | Polen Katarzyna Bachleda-Curuś Natalia Czerwonka Luiza Złotkowska | 3.05,23    |
| Heerenveen (2) | Nederland Marrit Leenstra Linda de Vries Ireen Wüst        | 3.00,50 | Canada Kali Christ Christine Nesbitt Brittany Schussler  | 3.03,50    | Polen Katarzyna Bachleda-Curuś Katarzyna Woźniak Luiza Złotkowska | 3.04,19    |

## Eindstand
| #      | Land             | Schaatsers                                       | HVN1 | AST | ERF | HVN2 | Totaal |
| ------ | ---------------- | ------------------------------------------------ | ---- | --- | --- | ---- | ------ |
| Goud   | Nederland        | Joling, Leenstra, Valkenburg, L. de Vries, Wüst  | 80   | 70  | 100 | 150  | 400    |
| Zilver | Canada           | Blondin, Christ, Klassen, Nesbitt, Schussler     | 70   | 100 | 80  | 120  | 370    |
| Brons  | Polen            | Bachleda-Curuś, Czerwonka, Woźniak, Złotkowska   | 60   | 60  | 70  | 105  | 295    |
| 4      | Duitsland        | Beckert, Kraus, Ost, Pechstein                   | 100  | 45  | 45  | 90   | 280    |
| 5      | Zuid-Korea       | Kim, Lim, Noh, Park                              | 50   | 80  | 30  |      | 160    |
| 6      | Japan            | Hozumi, Ishino, Kikuchi, Takagi, Takayama        | 45   | 40  | 50  |      | 135    |
| 7      | Noorwegen        | Bøkko, Hemmer, Njåtun                            | 40   | 50  | 40  |      | 130    |
| 8      | Rusland          | Dmitrijeva, Graf, Lobysjeva, Sjichova, Skokova   | 35   | 0   | 60  |      | 95     |
| 9      | Italië           | Bettrone, Daldossi, Lollobrigida, Simionato      | 25   |     | 35  |      | 60     |
| 10     | Verenigde Staten | Acker, Bowe, Lamb, Richardson, Ringsred, Rookard | 30   |     | 25  |      | 55     |
| 11     | China            | Lui, Wang, Zhao                                  | 21   |     | 21  |      | 42     |
| 12     | Kazachstan       | Ajdova, Sokirko, Urvantseva                      |      | 35  |     |      | 35     |

2004/2005 · 
2005/2006 · 
2006/2007 · 
2007/2008 · 
2008/2009 · 
2009/2010 · 
2010/2011 · 
2011/2012 · 
2012/2013 · 
2013/2014 · 
2014/2015 · 
2015/2016 · 
2016/2017 · 
2017/2018 · 
2018/2019 · 
2019/2020 · 
2020/2021 · 
2021/2022 · 
2022/2023 · 
2023/2024 · 
2024/2025